# Sanaa Hamri
Pour les articles homonymes, voir Hamri (homonymie).
Sanaa Hamri (en arabe : سناء حمري), née à Tanger (Maroc) en 1975, est une réalisatrice marocaine naturalisée américaine.

## Biographie
Sanaa Hamri naît à Tanger de Mohamed Hamri, un peintre et écrivain. Elle étudie le théâtre à New York et est diplômée en 1996. Après s'être essayée au métier actrice, elle se tourne, en 2000, vers la réalisation de vidéos musicales et devient très proche du monde de la musique. Un de ses premières vidéos est celle de la chanson Thank God I Found You de  Mariah Carey. Depuis, elle a collaboré avec des personnalités comme Jay-Z, Destiny's Child, India.Arie, Prince, Mary J. Blige, Joss Stone et Nicki Minaj. Elle réalise également plusieurs longs métrages, dont le premier est Un goût de nouveauté (Something New, 2006), et travaille aussi pour la télévision.

## Filmographie partielle

### Au cinéma
- 2003 : Prince Live At The Aladdin Las Vegas (vidéo)
- 2006 : Un goût de nouveauté (Something New)
- 2008 : Quatre filles et un jean 2 (The Sisterhood of the Traveling Pants 2)
- 2010 : Love and Game

### À la télévision

#### Téléfilms
- 2009 : Aux portes du destin

#### Séries télévisées
- 2010-2011 : Life Unexpected (saison 2)
- 2011-2013 : 90210 Beverly Hills : Nouvelle Génération (saison 4 et saison 5)
- 2011/2013 : Shameless (saison 1 et saison 3)
- 2012-2013 : Nashville (saison 1)
- 2013-2014 : Elementary (saison 2)
- 2015 : Empire (saison 1 - co productrice exécutif)
- 2021 : 9-1-1: Lone Star (2 épisodes)
- 2021 : American Horror Stories (1 épisode)
- 2023 : La Roue du Temps (saison 2 - réalisatrice et productrice exécutive)
- 2024 : Le Seigneur des Anneaux : Les Anneaux de Pouvoir (saison 2 - 2 épisodes)
- 2025 : The Bondsman (mini-série)

### En vidéo
- 1999 : Mariah Carey - Thank God I Found You :
- 2000 : Mariah Carey featuring Snoop Dogg - CryBaby
- 2000 : Mariah Carey - Can't Take That Away (Mariah's Theme)
- 2001 : Mariah Carey featuring Mystikal - Don't Stop (Funkin' 4 Jamaica)
- 2001 : Mariah Carey - Last Night a DJ Saved My Life (Unreleased)
- 2001 : Case - Missing You
- 2001 : Destiny's Child - 8 Days of Christmas
- 2002 : Kelly Rowland - Stole
- 2002 : Common featuring Mary J. Blige - Come Close
- 2002 : Jay-Z - Song Cry
- 2002 : ATeens - Floorfiller
- 2002 : Destiny's Child - Nasty Girl
- 2002 : Solange Knowles featuring N.O.R.E. - Feelin' You (Part II)
- 2002 : India.Arie - Little Things
- 2003 : Mariah Carey - Bringin' On The Heartbreak
- 2003 : Seal - Love's Divine
- 2004 : Jadakiss featuring Mariah Carey - U Make Me Wanna
- 2004 : Jadakiss featuring Anthony Hamilton - Why
- 2004 : Prince - Musicology
- 2004 : Prince - Call My Name
- 2004 : Raven-Symoné - Backflip
- 2004 : Amel Larrieux - For Real
- 2004 : Mary J. Blige - It's a Wrap
- 2005 : The Notorious B.I.G. featuring P. Diddy, Nelly, Jagged Edge et Avery Storm - Nasty Girl
- 2006 : Prince - Black Sweat
- 2006 : Prince - Fury
- 2006 : Cham featuring Alicia Keys et Akon - Ghetto Story
- 2007 : Musiq Soulchild - B.U.D.D.Y.
- 2007 : Joss Stone featuring Common - Tell Me What We're Gonna Do Now
- 2010 : Greyson Chance - Waiting Outside the Lines
- 2011 : Nicki Minaj - Super Bass
- 2011 : Nicki Minaj featuring Rihanna - Fly
- 2011 : Mariah Carey featuring Justin Bieber - All I Want For Christmas Is You
- 2011 : Porcelain Black featuring Lil Wayne - This Is What Rock n' Roll Looks Like
- 2011 : Lupe Fiasco featuring Skylar Grey - Words I Never Said

- Discographie d'Alicia Keys
- Discographie de B.o.B
- Discographie des Destiny's Child